# جواو ألفيس
جواو ألفيس (بالبرتغالية: João Artur Rosa Alves‏) (18 أغسطس 1980 في البرتغال - ) هو لاعب كرة قدم برتغالي في مركز الهجوم. شارك مع منتخب البرتغال لكرة القدم. أما مع النوادي، فقد لعب مع سبورتينغ براغا وسبورتينغ لشبونة وفيتوريا دي غيماريش ونادي أومونيا ونادي فريموند ‏ وAcadémico de Viseu F.C. ‏ ونادي تشافيس.

## مسيرته الكروية
لعب جواو ألفيس خلال مسيرته الاحترافية مع 7 أندية في ثمانية عشر موسمًا وسجل خلالها 28 هدفًا ضمن 359 مباراة. حيث فاز في موسم واحد بالكأس ولم يفز بأي دوري.
خاض جواو ألفيس مسيرته مع نادي تشافيس في موسم 1998–99 ليلعب معه ستة مواسم، مشاركًا في 151 مباراة سجل خلالها 15 هدفًا. ثم انتقل إلى نادي سبورتينغ براغا في موسم 2004–05 ولمدة موسمين، حيث شارك في 22 مباراة سجل خلالها 4 أهداف. لينتقل بعدها إلى نادي سبورتينغ لشبونة في موسم 2005–06 ولمدة موسمين، مشاركًا في 25 مباراة سجل خلالها هدفًا واحدًا. ثم انتقل إلى نادي فيتوريا دي غيماريش في موسم 2007–08 ليلعب معه خمسة مواسم، مشاركًا في 117 مباراة سجل خلالها 3 أهداف. هذا وانتقل لاحقًا إلى نادي أومونيا في موسم 2012–13 لمدة موسم واحد، مشاركًا في 14 مباراة سجل خلالها هدفًا واحدًا. ثم انتقل بعدها إلى Académico de Viseu F.C. ‏ في موسم 2013–14 لمدة موسم واحد، مشاركًا في 29 مباراة سجل خلالها 4 أهداف. ليعود وينتقل من جديد، لكن هذه المرة إلى نادي فريموند ‏ في موسم 2014–15 لمدة موسم واحد، مشاركًا في مباراة ولم يسجل أي هدف.

## وصلات خارجية
- جواو ألفيس على موقع قاعدة بيانات كرة القدم.إي يو (الإنجليزية)
- جواو ألفيس على موقع ناشيونال فوتبول تيمز (الإنجليزية)
- جواو ألفيس على موقع Soccerway.com (الإنجليزية)